# Tantia Topi
Tantia Topi, noto anche come Tantya Tope e nato Ramachandra Pandurang Tope (1819 – 18 aprile 1859), è stato un militare indiano.
Fu un celebre comandante della ribellione avvenuta contro il governo britannico tra il 1857 ed il 1858. 
Pur non avendo ricevuta una formazione militare fu probabilmente il migliore ed il più efficiente dei generali dell'insurrezione. Istigò il massacro di Kanpur e partecipò alla battaglia di Bithur dove fu sconfitto dal generale Havelock. Dopo la sconfitta delle forze ribelli anche a Nuova Delhi, si ritirò attraversando il subcontinente indiano. Fu assediato nel forte di Jhamso da sir Hugh Rose e, fuggito nella giungla di Rajputana, fu catturato nel 1859 dal maggiore Mead e giustiziato.